# پرچم دریایی

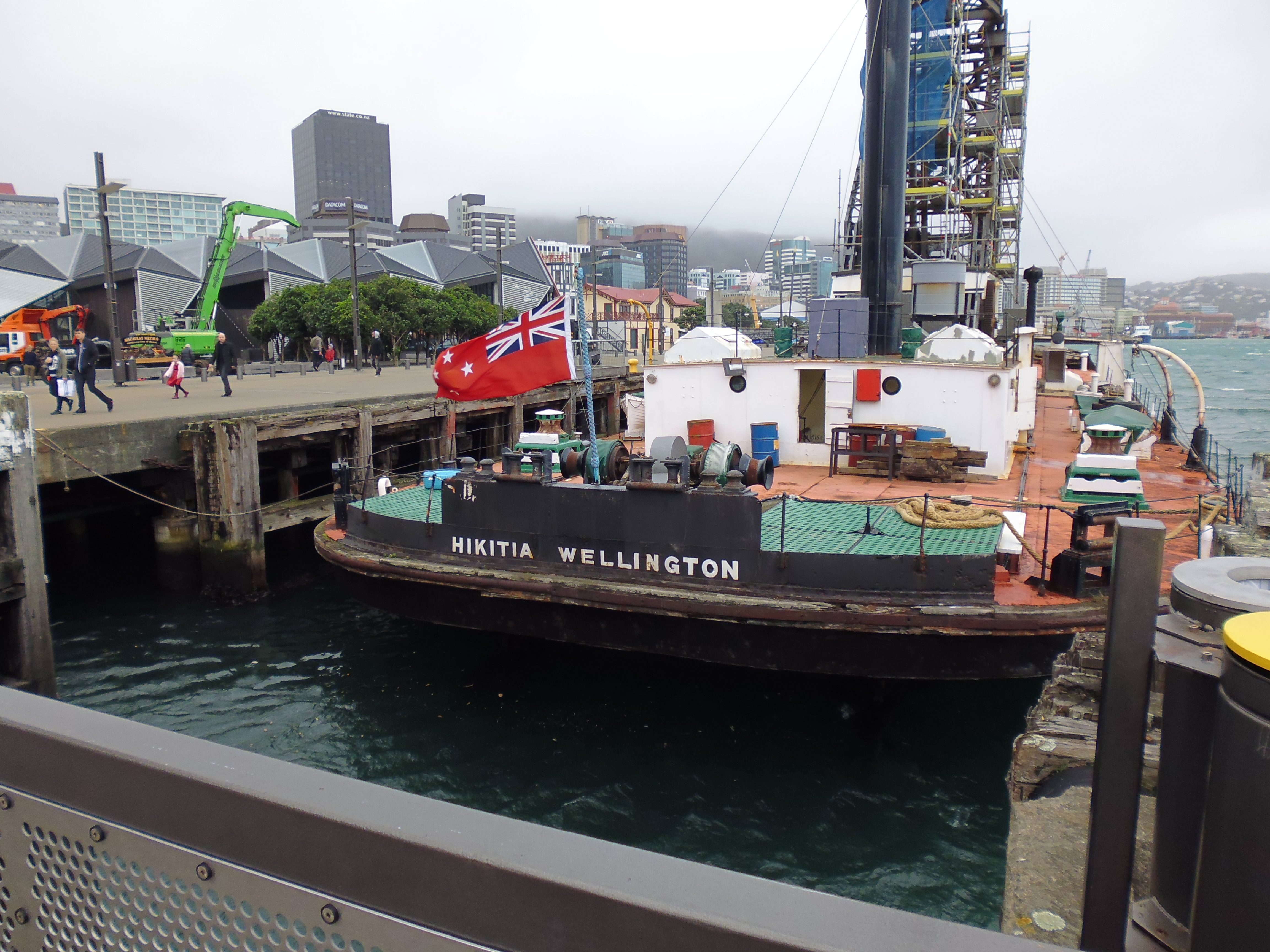
پرچم دریایی روی یک کشتی که ملیت زلاند نویی را نشان می‌دهد (که متفاوت با پرچم زمینی آن با پیش‌زمینه آبی است).

یک پرچم دریایی پرچم ملی ای است که روی کشتی‌ها افراشته می‌شود تا ملیت آن را نشان دهد. گونه دیگری از این پرچم هم به نام پرچم دریایی نظامی وجود دارد که روی ناوهای جنگی برافراشته می‌شود (که ممکن است یکسان یا متفاوت با پرچم دریایی غیرنظامی (مدنی) باشد).
در بسیاری از کشورها تمایزی میان این پرچم‌های دریایی نظامی و غیرنظامی (مدنی) با پرچم‌های رسمی بکار رفته در خشکی وجود ندارد اما برخی دیگر کشورها مانند پادشاهی متحد (بریتانیا) از پرچم‌های متفاوتی برای منظورهای گوناگون استفاده می‌شود.